# 순다랜드나무쥐
순다랜드나무쥐 또는 검은꼬리나무쥐(Niviventer cremoriventer)는 쥐과에 속하는 설치류의 일종이다. 말레이반도(태국과 말레이시아)에서 발견되며, 일부 연안 섬(미얀마 메르귀 제도)과 말레이 제도(싱가포르, 인도네시아의 아남바스 제도와 수마트라섬, 니아스섬, 블리퉁섬, 방카섬, 자와섬, 발리섬, 보르네오섬 그리고 일부 연안 섬) 일부 지역이 포함된다. 일종의 복합종으로 추정된다.
순다랜드나무쥐는 흔한 종으로 나무 위와 일차림 서식지의 땅에서 모두 발견되며, 이차림 숲 서식지에서도 서식하지만 숲 바깥 지역에서는 살지 않는다. 이와 같은 서식지, 특히 저지대 지역 서식지가 사라져 종에 대한 위협이 되고 있다.